# Dhemaji
Dhemaji è una suddivisione dell'India, classificata come town committee, di 11.851 abitanti, capoluogo del distretto di Dhemaji, nello stato federato dell'Assam. In base al numero di abitanti la città rientra nella classe IV (da 10.000 a 19.999 persone).

## Geografia fisica
La città è situata a 27° 28' 60 N e 94° 34' 60 E e ha un'altitudine di 90 m s.l.m..

## Società

### Evoluzione demografica
Al censimento del 2001 la popolazione di Dhemaji assommava a 11.851 persone, delle quali 6.376 maschi e 5.475 femmine. I bambini di età inferiore o uguale ai sei anni assommavano a 1.519, dei quali 770 maschi e 749 femmine. Infine, coloro che erano in grado di saper almeno leggere e scrivere erano 8.958, dei quali 5.104 maschi e 3.854 femmine.